# Kraczonik
Kraczonik (936 m) – najwyższy szczyt Gór Leluchowskich, które w polskiej regionalizacji fizycznogeograficznej według Jerzego Kondrackiego zaliczone zostały do Beskidu Sądeckiego, w nowszej regionalizacji z 2018 r. wraz z Górami Lubowelskimi do Pogórza Popradzkiego. Znajduje się w granicach miejscowości Leluchów w województwie małopolskim, w powiecie nowosądeckim, w gminie Muszyna.
Kraczonik znajduje się w południowej części Gór Leluchowskich. Na poziomicowej mapie Geoportalu niższy wierzchołek (933 m) ma nazwę Kraczoń. Kraczonik jest zwornikiem; w północno-zachodnim kierunku odchodzi od niego krótki boczny grzbiet opadający do doliny Popradu. Masyw Kraczonika jest całkowicie porośnięty lasem. Z południowo-wschodnich stoków stronę spływają z niego potoki będące dopływami Smereczka, z lejów źródliskowych w stokach północno-zachodnich spływają potoki Kraczoników Potok i Kraczoń uchodzące do Popradu. Grzbiet Kraczonika jest skalisty i dość eksponowany; znajdują się w nim wychodnie skał piaskowcowych, a miejscami podejścia i zejścia są dość strome.

## Szlaki turystyczne
– niebieski: Leluchów – Kraczonik – Zimne – Dubne (szczyt) – Przechyby – Garby – Powroźnik. 4 h, ↓ 3:45 h